# Fuefuki
Fuefuki (笛吹市 Fuefuki-shi?) es una ciudad en la prefectura de Yamanashi, Japón, localizada en la parte central de la isla de Honshū, en la región de Chūbu. Tenía una población estimada de 67 396 habitantes el 1 de marzo de 2021 y una densidad de población de 340 personas por km².

## Geografía
Fuefuki se encuentra en el centro de la prefectura de Yamanashi a una altitud promedio de 261 metros. Un poco más del 58% del área de la ciudad está cubierta de bosques. El río Fuefuki atraviesa la ciudad.

## Historia
Fuefuki era el centro de la antigua provincia de Kai y contiene muchos túmulos funerarios del período Kofun. Las ruinas de Kai Kokubun-ji, el templo provincial del período Nara también se encuentran dentro de los límites de la ciudad, al igual que el santuario Ichinomiya Asama, la ichinomiya de la provincia de Kai. Durante el período Edo, toda la provincia de Kai era territorio tenryō bajo el control directo del shogunato Tokugawa, con un daikansho en la aldea de Isawa. 
La moderna ciudad de Fuefuki se estableció el 12 de octubre de 2004, a partir de la fusión de los pueblos de Ichinomiya, Isawa, Misaka y Yatsushiro, la aldea de Sakaigawa (todas del distrito de Higashiyatsushiro) y el pueblo de Kasugai (del distrito de Higashiyamanashi). El nombre se refiere al río Fuefuki que fluye a través de la ciudad. El ayuntamiento se encuentra en el antiguo ayuntamiento de Isawa, y los otros antiguas ayuntamientos se convirtieron en oficinas satélite. El 1 de agosto de 2006, Fuefuki absorbió el pueblo de Ashigawa (también del distrito de Higashiyatsushiro). El distrito de Higashiyatsushiro se disolvió como resultado de esta fusión.

## Demografía
Según los datos del censo japonés, la población de Fuefuki se ha mantenido relativamente estable en los últimos 30 años.
| Gráfica de evolución demográfica de Fuefuki entre 1940 y 2015 |
|                                                               |
| Oficina de Estadística de Japón                               |

### Clima
La ciudad tiene un clima caracterizado por veranos cálidos y húmedos e inviernos relativamente suaves (Cfa en la clasificación climática de Köppen). La temperatura media anual en Fuefuki es de 10.7 °C. La precipitación media anual es de 1524 mm siendo septiembre el mes más húmedo. Las temperaturas son más altas en promedio en agosto, alrededor de 22.8 °C, y más bajas en enero, alrededor de -1.0 °C.
| Parámetros climáticos promedio de Fuefuki | Parámetros climáticos promedio de Fuefuki | Parámetros climáticos promedio de Fuefuki | Parámetros climáticos promedio de Fuefuki | Parámetros climáticos promedio de Fuefuki | Parámetros climáticos promedio de Fuefuki | Parámetros climáticos promedio de Fuefuki | Parámetros climáticos promedio de Fuefuki | Parámetros climáticos promedio de Fuefuki | Parámetros climáticos promedio de Fuefuki | Parámetros climáticos promedio de Fuefuki | Parámetros climáticos promedio de Fuefuki | Parámetros climáticos promedio de Fuefuki | Parámetros climáticos promedio de Fuefuki |
| Mes                                       | Ene.                                      | Feb.                                      | Mar.                                      | Abr.                                      | May.                                      | Jun.                                      | Jul.                                      | Ago.                                      | Sep.                                      | Oct.                                      | Nov.                                      | Dic.                                      | Anual                                     |
| ----------------------------------------- | ----------------------------------------- | ----------------------------------------- | ----------------------------------------- | ----------------------------------------- | ----------------------------------------- | ----------------------------------------- | ----------------------------------------- | ----------------------------------------- | ----------------------------------------- | ----------------------------------------- | ----------------------------------------- | ----------------------------------------- | ----------------------------------------- |
| Temp. máx. media (°C)                     | 5.4                                       | 6.1                                       | 9.6                                       | 15.7                                      | 20                                        | 22.6                                      | 26.4                                      | 27.7                                      | 23.2                                      | 17.7                                      | 13.4                                      | 8.5                                       | 16.4                                      |
| Temp. media (°C)                          | -1                                        | -0.2                                      | 3.5                                       | 9.5                                       | 13.9                                      | 17.8                                      | 21.9                                      | 22.8                                      | 18.7                                      | 12.5                                      | 7.3                                       | 2                                         | 10.7                                      |
| Temp. mín. media (°C)                     | -7.4                                      | -6.4                                      | -2.6                                      | 3.3                                       | 7.9                                       | 13                                        | 17.5                                      | 18                                        | 14.3                                      | 7.3                                       | 1.2                                       | -4.5                                      | 5.1                                       |
| Precipitación total (mm)                  | 45                                        | 59                                        | 93                                        | 119                                       | 127                                       | 200                                       | 171                                       | 197                                       | 209                                       | 174                                       | 80                                        | 50                                        | 1524                                      |
| Fuente:                                   |                                           |                                           |                                           |                                           |                                           |                                           |                                           |                                           |                                           |                                           |                                           |                                           |                                           |

## Ciudades hermanas
Fuefuki está hermanada con:
- Tateyama (Chiba) – desde mayo de 1973 con el antiguo pueblo de Isawa;[10]
- Fujikawaguchiko (Yamanashi) – desde julio de 1962 con el antiguo pueblo de Misaka;[10]
- Ichinomiya (Chiba) – desde abril de 1982 con el antiguo pueblo de Ichinomiya;[10]
- Yui (Shizuoka) – desde abril de 1989 con el antiguo pueblo de Yatsushiro Town;[10]
- Tainai (Niigata) – desde octubre de 1996 con la antigua aldea de Sakaigawa;[10]
- Sado (Niigata) – desde octubre de 1989 con el antiguo pueblo de Kasugai;[10]
- Bad Mergentheim, Baden-Württemberg, Alemania[11] – desde 1991 con el antiguo pueblo de Isawa;
- Nuits-Saint-Georges, Côte-d'Or, Francia[11] – desde 1992 con el antiguo pueblo de Ichinomiya;
- Feicheng, Shandong, China[11] – desde 1994 con el antiguo pueblo de Ichinomiya.